# NGC 7478
NGC 7478 (również PGC 70418) – galaktyka spiralna (Sa), znajdująca się w gwiazdozbiorze Ryb. Odkrył ją Albert Marth 11 sierpnia 1864 roku.